# Gornja Bresnica
Gornja Bresnica (em cirílico: Горња Бресница) é uma vila da Sérvia localizada no município de Prokuplje, pertencente ao distrito de Toplica, na região de Toplica. A sua população era de 157 habitantes segundo o censo de 2011.

## Demografia
| 1948 | 1953 | 1961 | 1971 | 1981 | 1991 | 2002 | 2011 |
| ---- | ---- | ---- | ---- | ---- | ---- | ---- | ---- |
| 323  | 424  | 368  | 318  | 248  | 201  | 169  | 157  |